# Huế (municipio)
Huế es uno de los municipios que conforman la organización territorial de la República Socialista de Vietnam.
En 2024, la Asamblea Nacional de Vietnam votó y aprobó una resolución para establecer la ciudad de Huế como un municipio controlado directamente, con base en toda la provincia de Thừa Thiên Huế. Al mismo tiempo, la antigua ciudad provincial de Huế se dividió en dos nuevos distritos, el distrito de Phú Xuân y el distrito de Thuận Hóa. El municipio de Huế entró en funcionamiento oficialmente en 2025.

## Geografía
Hue se localiza en la región de la Costa Central del Norte. La provincia mencionada posee una extensión de territorio que abarca una superficie de 4.947 kilómetros cuadrados.

## Demografía
La población de esta división administrativa es de 1.136.200 personas (según las cifras del censo realizado en el año 2005). Estos datos arrojan que la densidad poblacional de esta provincia es de 224,81 habitantes por cada kilómetro cuadrado.